# Álex Gadea
Pour les articles homonymes, voir Gadea, García et Rojo.
Alejandro Gadea García-Rojo, connu sous le nom d'Álex Gadea, né le 22 juillet 1983 à Alzira, est un acteur espagnol qui a interprété le rôle de Tristàn dans la série espagnole El secreto de Puente Viejo.

## Biographie
Né à Alzira en 1983, Álex Gadea étudie à l'école d'art dramatique Cristina Rota à Madrid où il exerce différents métiers afin de pouvoir payer ses cours à l'académie.
Il devient connu à la télévision avec L'Alqueria Blanca, puis il a l'occasion d'être dans la distribution de la telenovela El secreto de Puente Viejo (Le Secret), dans laquelle il interprète le rôle de Tristàn Castro. Il quitte la telenovela en 2013, son personnage de Tristàn étant tué en sortant de l'église après son deuxième mariage.

## Filmographie

### Film
- 2006 : Adrenalina largo
- 2007 : Il nuovo Orden
- 2009 : Turno di notte
- 2012 : Il carni cerio

### Télévision
- 2007 : L'Alqueria Blanca
- 2011-2013 : Le Secret (El secreto de Puente Viejo)
- 2013 : Ciegas a citas
- 2015 : Seis hermanas, production Producciones Bambú TVE1. Dans le rôle de Cristóbal Loygorri
- Depuis 2017 : Tiempos de guerra
- 2019 : Toy Boy : Mateo Medina